# Campeonato da Europa de Atletismo de 1946
A 3ª edição do Campeonato da Europa de Atletismo foi realizada de 22 a 25 de agosto de 1946 no Estádio Bislett, em Oslo, na Noruega. Foi a primeira vez no campeonato em que homens e mulheres competiram juntos. Foram disputadas um total de 33 provas com 354 atletas de 20 nacionalidades. 

## Medalhistas

### Masculino
| Evento                                                                   | Ouro                                                                       | Ouro       | Prata                                                                 | Prata   | Bronze                                                                             | Bronze  |
| ------------------------------------------------------------------------ | -------------------------------------------------------------------------- | ---------- | --------------------------------------------------------------------- | ------- | ---------------------------------------------------------------------------------- | ------- |
| 100 metros                                                               | Jack Archer (GBR)                                                          | 10.6       | Haakon Tranberg (NOR)                                                 | 10.7    | Carlo Monti (ITA)                                                                  | 10.8    |
| 200 metros                                                               | Nikolay Karakulov (URS)                                                    | 21.6       | Haakon Tranberg (NOR)                                                 | 21.7    | Jiří David (TCH)                                                                   | 21.8    |
| 400 metros                                                               | Niels Holst-Sørensen (DEN)                                                 | 47.9       | Jacques Lunis (FRA)                                                   | 48.3    | Derek Pugh (GBR)                                                                   | 48.9    |
| 800 metros                                                               | Rune Gustafsson (SWE)                                                      | 1:51.0     | Niels Holst-Sørensen (DEN)                                            | 1:51.1  | Marcel Hansenne (FRA)                                                              | 1:51.2  |
| 1 500 metros                                                             | Lennart Strand (SWE)                                                       | 3:48.0 CR  | Henry Eriksson (SWE)                                                  | 3:48.8  | Erik Jørgensen (DEN)                                                               | 3:52.8  |
| 5 000 metros                                                             | Sydney Wooderson (GBR)                                                     | 14:08.6 CR | Wim Slijkhuis (NED)                                                   | 14:14.0 | Evert Nyberg (SWE)                                                                 | 14:23.2 |
| 10 000 metros                                                            | Viljo Heino (FIN)                                                          | 29:52.0 CR | Helge Perälä (FIN)                                                    | 30:31.4 | András Csaplár (HUN)                                                               | 30:35.2 |
| Maratona                                                                 | Mikko Hietanen (FIN)                                                       | 2:24:55    | Väinö Muinonen (FIN)                                                  | 2:26:08 | Yakov Puñko (URS)                                                                  | 2:26:21 |
| 110 metros barreiras                                                     | Håkan Lidman (SWE)                                                         | 14.6       | Hippolyte Braekman (BEL)                                              | 14.9    | Väinö Suvivuo (FIN)                                                                | 15.0    |
| 400 metros barreiras                                                     | Bertel Storskrubb (FIN)                                                    | 52.2 CR    | Sixten Larsson (SWE)                                                  | 52.4    | Rune Larsson (SWE)                                                                 | 52.5    |
| 3 000 metros obstáculos                                                  | Raphaël Pujazon (FRA)                                                      | 9:01.4 CR  | Erik Elmsäter (SWE)                                                   | 9:11.0  | Tore Sjöstrand (SWE)                                                               | 9:14.0  |
| 10 km marcha                                                             | John Mikaelsson (SWE)                                                      | 46:05.2    | Fritz Schwab (SUI)                                                    | 47:03.6 | Emile Maggi (FRA)                                                                  | 48:10.4 |
| 50 km marcha                                                             | John Ljunggren (SWE)                                                       | 4:38:20 CR | Harry Forbes (GBR)                                                    | 4:42:58 | Charles Megnin (GBR)                                                               | 4:57:04 |
| 4×100 metros estafetas                                                   | Suécia · Stig Danielsson · Inge Nilsson · Olle Laessker · Stig Håkansson   | 41.5       | França · Agathon Lepève · Julien Lebas · Pierre Gonon · René Valmy    | 42.0    | Tchecoslováquia · Mirko Paráček · Leopold Láznička · Miroslav Řihošek · Jiří David | 42.2    |
| 4×400 metros estafetas                                                   | França · Bernard Santona · Yves Cros · Robert Chef d’Hotel · Jacques Lunis | 3:14.4     | Reino Unido · Ronald Ede · Derek Pugh · Bernard Elliot · Bill Roberts | 3:14.5  | Suécia · Folke Alnevik · Stig Lindgård · Sven-Erik Nolinge · Tore Sten             | 3:15.0  |
| Salto em altura                                                          | Anton Bolinder (SWE)                                                       | 1.99       | Alan Paterson (GBR)                                                   | 1.96    | Nils Nicklén (FIN)                                                                 | 1.93    |
| Salto em comprimento                                                     | Olle Laessker (SWE)                                                        | 7.42       | Lucien Graff (SUI)                                                    | 7.40    | Miroslav Řihošek (TCH)                                                             | 7.29    |
| Salto com vara                                                           | Allan Lindberg (SWE)                                                       | 4.17 CR    | Nikolay Ozolin (URS)                                                  | 4.10    | Jan Bém (TCH)                                                                      | 4.10    |
| Triplo salto                                                             | Valdemar Rautio (FIN)                                                      | 15.17      | Bertil Johnsson (SWE)                                                 | 15.15   | Arne Åhman (SWE)                                                                   | 14.96   |
| Lançamento do peso                                                       | Gunnar Huseby (ISL)                                                        | 15.56      | Dmitriy Goryainov (URS)                                               | 15.25   | Yrjö Lehtilä (FIN)                                                                 | 15.23   |
| Lançamento do disco                                                      | Adolfo Consolini (ITA)                                                     | 53.23 CR   | Giuseppe Tosi (ITA)                                                   | 50.39   | Veikko Nyquist (FIN)                                                               | 48.14   |
| Lançamento do dardo                                                      | Lennart Atterwall (SWE)                                                    | 68.74      | Yrjö Nikkanen (FIN)                                                   | 67.50   | Tapio Rautavaara (FIN)                                                             | 66.40   |
| Lançamento do martelo                                                    | Bo Ericson (SWE)                                                           | 56.44      | Eric Johansson-Umedalen (SWE)                                         | 53.54   | Duncan Clark (GBR)                                                                 | 51.32   |
| Decatlo                                                                  | Godtfred Holmvang (NOR)                                                    | 6987 CR    | Sergei Kuznetsov (URS)                                                | 6930    | Göran Waxberg (SWE)                                                                | 6504    |
| WR - recorde mundial; ER - recorde europeu; CR - recorde dos campeonatos |                                                                            |            |                                                                       |         |                                                                                    |         |

### Feminino
| Evento                                             | Ouro                                                                                                   | Ouro     | Prata                                                                         | Prata | Bronze                                                                                         | Bronze |
| -------------------------------------------------- | --- | -------- | ----------------------------------------------------------------------------- | ----- | ---------------------------------------------------------------------------------------------- | ------ |
| 100 metros                                         | Yevgeniya Sechenova (URS)                                                                              | 11.9 =CR | Winifred Jordan (GBR)                                                         | 12.1  | Claire Bresolles (FRA)                                                                         | 12.2   |
| 200 metros                                         | Yevgeniya Sechenova (URS)                                                                              | 25.4     | Winifred Jordan (GBR)                                                         | 25.6  | Léa Caurla (FRA)                                                                               | 25.6   |
| 80 metros barreiras                                | Fanny Blankers-Koen (NED)                                                                              | 11.8     | Elene Gokieli (URS)                                                           | 11.9  | Valentina Fokina (URS)                                                                         | 11.9   |
| 4×100 metros estafetas                             | Países Baixos · Gerda van der Kade-Koudijs · Netty Witziers-Timmer · Marta Adema · Fanny Blankers-Koen | 47.8     | França · Léa Caurla · Anne-Marie Colchen · Claire Bresolles · Monique Drichon | 48.5  | União Soviética · Yevgeniya Sechenova · Valentina Fokina · Elene Gokieli · Valentina Vasilyeva | 48.7   |
| Salto em altura                                    | Anne-Marie Colchen (FRA)                                                                               | 1.60     | Aleksandra Chudina (URS)                                                      | 1.57  | Anne Iversen (DEN)                                                                             | 1.57   |
| Salto em comprimento                               | Gerda van der Kade-Koudijs (NED)                                                                       | 5.67     | Lidija Gaile (URS)                                                            | 5.67  | Valentina Vasilyeva (URS)                                                                      | 5.63   |
| Lançamento do peso                                 | Tatyana Sevryukova (URS)                                                                               | 14.16 CR | Micheline Ostermeyer (FRA)                                                    | 12.84 | Amelia Piccinini (ITA)                                                                         | 12.22  |
| Lançamento do disco                                | Nina Dumbadze (URS)                                                                                    | 44.21    | Ann Niesink (NED)                                                             | 40.46 | Jadwiga Wajs (POL)                                                                             | 39.37  |
| Lançamento do dardo                                | Klavdiya Mayuchaya (URS)                                                                               | 46.25 CR | Lyudmila Anokhina (URS)                                                       | 45.84 | Johanna Koning (NED)                                                                           | 43.24  |
| WR - recorde mundial; CR - recorde dos campeonatos | |          |                                                                               |       |                                                                                                |        |

## Quadro de medalhas
| Ordem | País            | Medalha de ouro | Medalha de prata | Medalha de bronze | Total |
| ----- | --------------- | --------------- | ---------------- | ----------------- | ----- |
| 1     | Suécia          | 11              | 5                | 6                 | 22    |
| 2     | União Soviética | 6               | 7                | 4                 | 17    |
| 3     | Finlândia       | 4               | 3                | 5                 | 12    |
| 4     | França          | 3               | 4                | 4                 | 11    |
| 5     | Países Baixos   | 3               | 2                | 1                 | 6     |
| 6     | Reino Unido     | 2               | 5                | 3                 | 10    |
| 7     | Noruega         | 1               | 2                | 0                 | 3     |
| 8     | Dinamarca       | 1               | 1                | 2                 | 4     |
| 8     | Itália          | 1               | 1                | 2                 | 4     |
| 10    | Islândia        | 1               | 0                | 0                 | 1     |
| 11    | Suíça           | 0               | 2                | 0                 | 2     |
| 12    | Bélgica         | 0               | 1                | 0                 | 1     |
| 13    | Tchecoslováquia | 0               | 0                | 4                 | 4     |
| 14    | Hungria         | 0               | 0                | 1                 | 1     |
| 14    | Polónia         | 0               | 0                | 1                 | 1     |